# Kolibri 560
Die Kolibri 560 ist ein kleiner Kajütsegler aus den Niederlanden, welcher 1963 von G.A. Pfeiffer entworfen und seit 1964 auf der Werft von Antoon van den Brink gebaut wurde. Das Boot hat eine Länge von 560 cm (500 cm LWL) und Breite von 210 cm. Der Tiefgang beträgt 110 cm. 

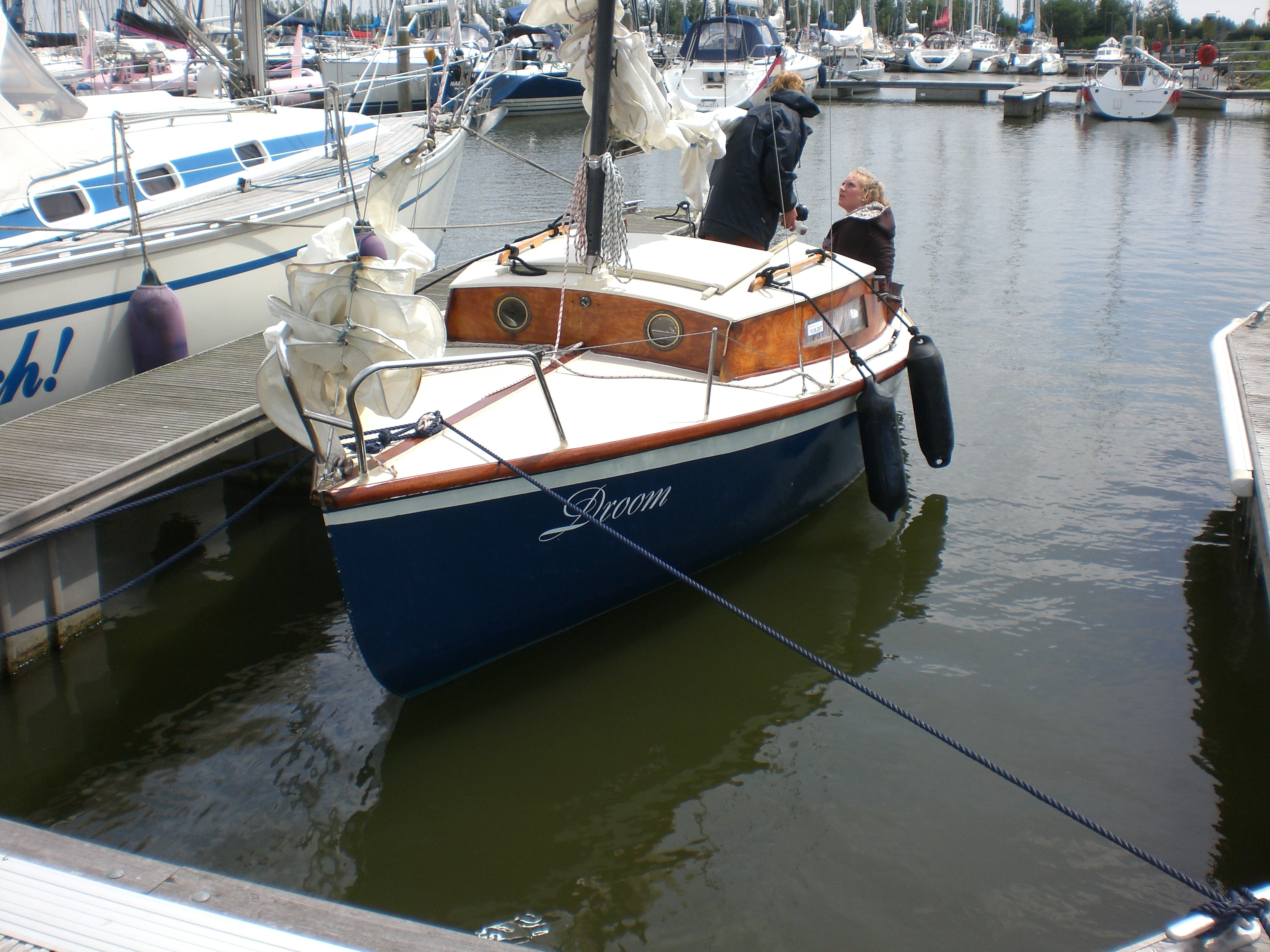
Kolibri

Der vor allem in den Niederlanden große Erfolg des weitgehend aus Sperrholz gefertigten Kielboots basiert nicht zuletzt darauf, dass der Segler auch als preiswerter Bausatz zu erwerben war. Bis Ende der 1970er Jahre konnten mehr als 1.000 Einheiten verkauft werden. Die Nachfolgemodelle vermochten an diesen Erfolg nicht anzuknüpfen, in den 1980er Jahren durchlebte die Werft teilweise schwierige Zeiten. Erst mit der Einführung des Kolibri 900 besserte sich ab 1985 die Situation. Seit 2007 fertigt das in Stompwijk ansässige Unternehmen den Kolibri 560 als Kunststoff-Version (Spitzname: Polybri).

## Ausstattung
Die für ihre Abmessungen geräumige Kolibri 560 verfügt über vier Kojen, von denen in der Praxis aber eher nur zwei dauerhaft nutzbar sind. Trotz der geringen Größe finden sich an Bord Kombüse und Toilette. Das gutmütige, aber nicht unsportliche Familienboot wurde in der Folgezeit zusehends auch von Duo- und Solo-Seglern entdeckt. 